# Pentti Pesonen
Pentti Pesonen (* 7. April 1938; † 22. Februar 2024) war ein finnischer Skilangläufer.
Pesonen errang im Jahr 1961 bei den Svenska Skidspelen in Falun den zweiten Platz über 30 km. Bei den Nordischen Skiweltmeisterschaften 1962 in Zakopane holte er die Silbermedaille mit der Staffel. Im März 1964 kam er bei den Lahti Ski Games auf den vierten Platz über 50 km. Diese Platzierung errang er ebenfalls im folgenden Jahr beim Holmenkollen Skifestival über 50 km.